# Кумамото (префектура)
Кумамото (на японски: 熊本県, по английската Система на Хепбърн Kumamoto-ken, Кумамото-кен) е една от 47-те префектури на Япония. Кумамото е с население от 1 842 140 жители (1 октомври 2005 г.) и има обща площ от 7404,14 км². Едноименният град Кумамото е административният център на префектурата.